# Сейда (посёлок, Россия)
Сейда — посёлок в Республике Коми. Входит в состав городского округа Воркута.

## Географическое положение

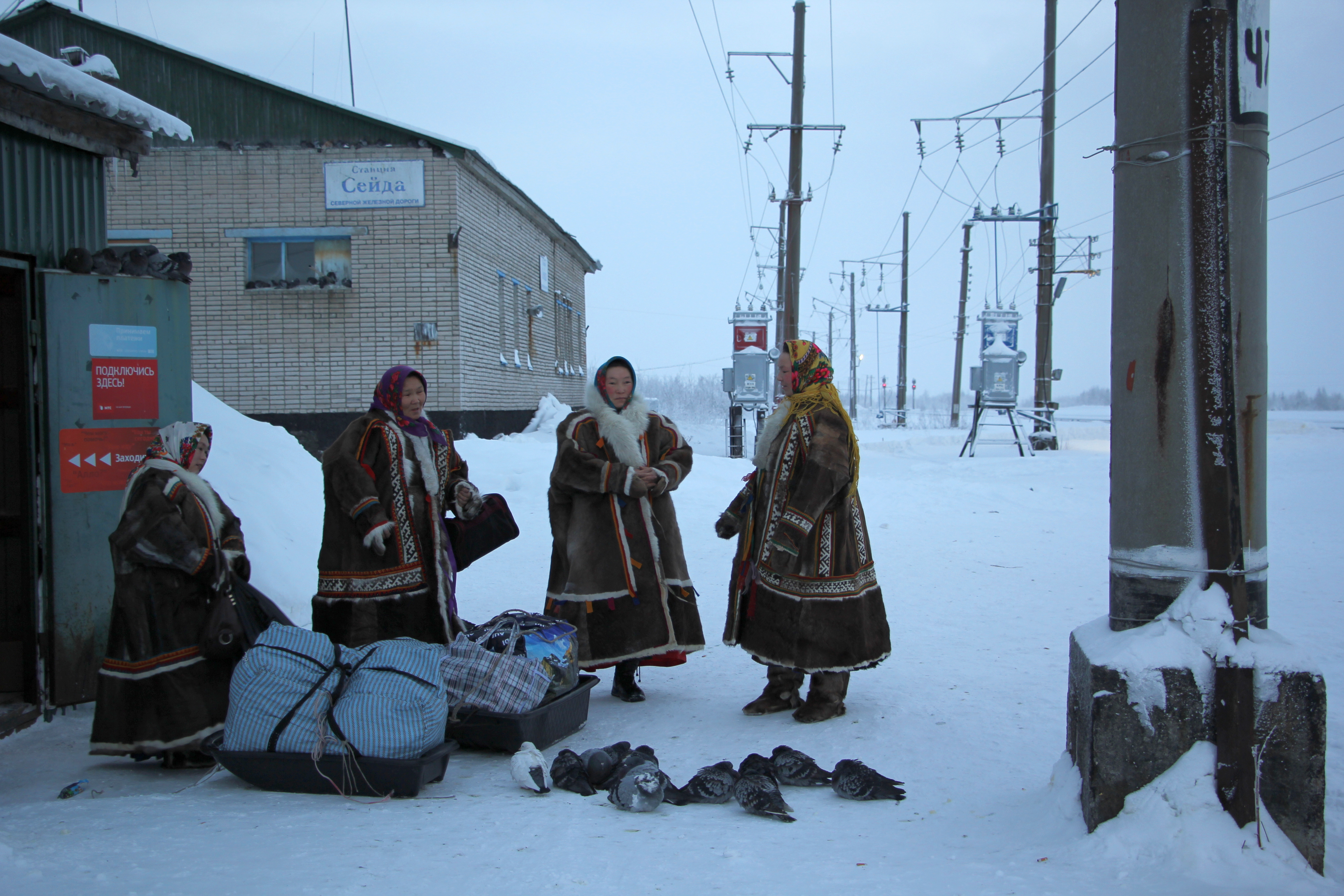
Станция Сейда

Посёлок находится у одноимённой станции Северной железной дороги примерно в 65 км к юго-западу от Воркуты. Расположен на правом берегу Усы в 2,5 км ниже устья Сейды.

## Климат
Климат умеренно-континентальный, лето короткое и холодное, зима многоснежная, продолжительная и суровая. Климат формируется в условиях малого количества солнечной радиации зимой, под воздействием северных морей и интенсивного западного переноса воздушных масс. Вынос тёплого морского воздуха, связанный с прохождением атлантических циклонов, и частые вторжения арктического воздуха с Северного Ледовитого океана придают погоде большую неустойчивость в течение всего года. Годовая амплитуда составляет 32,7 °C. Самым тёплым месяцем года является июль (средняя месячная температура +12,4 °C), самым холодным месяцем — январь (−20,3 °C). Среднегодовая температура воздуха −6,0 °C. Число дней со средней суточной температурой воздуха выше нуля градусов составляет 125.

## История
В 1970—1980-е годы население посёлка доходило до 1300—1400 человек. В посёлке была построена большая школа, детский сад. Работали магазины. В большом совхозе под названием «Победа» содержали коров и поставляли в Воркуту молоко.
Станция Сейда — важный железнодорожный узел. За Сейдой железная дорога делится на две ветви. Одна ведёт в город Лабытнанги, вторая — в Воркуту. До этой развилки есть ещё одна небольшая станция — Чум, но из-за отсутствия там зала ожидания она не пользуется популярностью у пассажиров, которым надо пересесть на другую ветку железной дороги.

## Население
| 1989 | 2002 | 2010 |
| ---- | ---- | ---- |
| 1228 | ↘104 | ↘23  |